# 67e armée (Union soviétique)
La 67e armée est une armée de campagne de l'Armée rouge de l'Union soviétique déployée par les Soviétiques dans la lutte contre l'Allemagne nazie pendant la Seconde Guerre mondiale.

## Historique
L'unité est formée en octobre 1942 sur le front de Léningrad à partir du groupe opérationnel « Neva »,. Elle défend la rive droite de la Neva, tenant Nevski Piatachok et couvrant la route de la vie. En janvier 1943, l'armée participe à l'opération Iskra. Fin décembre, l'armée est combinée avec la 55e armée. Le quartier général de la 67e armée est dissous et le quartier général de la 55e armée est rebaptisé « quartier général de la 67e armée »,. Entre janvier et mars 1944, la 67e armée participe à l'offensive Léningrad-Novgorod, au cours de laquelle elle capture Mga et Louga. En avril, l'armée est devenue partie intégrante du 3e front balte et combat lors de l'offensive Pskov-Ostrov en juillet et de l'offensive Tartu en août et septembre,. L'armée participe à l'offensive de Riga en septembre et octobre et se bat pour éliminer la poche de Courlande. Après la fin de la guerre, l'unité est dissoute au cours de l'été 1945,.

## Commandants
- Major général Mikhaïl Doukhanov (en) du 10 octobre 1942 au 15 décembre 1943
- Lieutenant général Vladimir Petrovitch Sviridov (en) du 15 décembre 1943 au 23 mars 1944
- Lieutenant général Vladimir Romanovski du 24 mars 1944 au 28 février 1945
- Lieutenant général Sergueï Roguinski (ru) du 28 février au 31 mars 1945
- Lieutenant général Nikolaï Simoniak (en) du 31 mars à mai 1945